# Иво Бретонский
Святой Иво, или Иво Бретонский, Иво из Кермартена, Иво Элори (брет. Erwann, фр. Yves Hélory, Helori, Heloury; 17 октября 1253[…], поместье Кермартен, Минии-Трегье — 19 мая 1303[…], Луаннек) — святой Римско-Католической Церкви, терциарий монашеского ордена францисканцев, покровитель Бретани (наряду со святым Гервеем), бедных, вдов и сирот.

## Биография
В 1267 году Иво поступил в Парижский Университет, в котором изучал юриспруденцию. В 1277 году начал изучать каноническое право в Орлеанском Университете. После возвращения в Бретань в 1280 году получил должность епархиального судьи; в 1284 году был назначен местным епископом исполнять обязанности судьи епископского суда. Будучи церковным судьёй, Иво защищал интересы Римско-Католической церкви от притязаний светской власти. Во время исполнения своих обязанностей он уделял особое внимание нуждающимся людям, поэтому снискал популярность среди простых людей, которые называли его «адвокатом бедных». Иво вел скромную, аскетическую жизнь. Организовывал больницы, детские дома и приюты для бездомных и бедных.
Иво умер 19 мая 1303 года в родной Бретани. Его мощи хранятся в Трегье в церкви святого Тудвала.

## Прославление

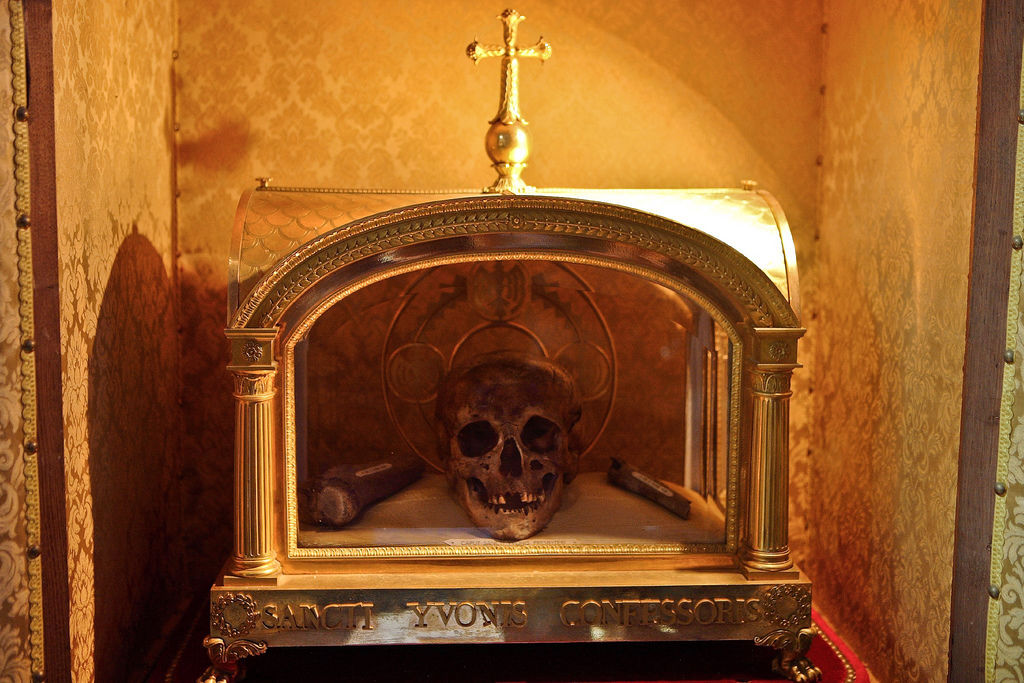
Реликварий и череп Иво Бретонского в церкви святого Тудвала

Иво Бретонский был канонизирован в 1347 году Римским Папой Климентом VI. В иконографии святой Иво изображается судьёй в мантии, иногда диаконом в далматике.
День памяти в Католической Церкви — 19 мая.
Святому Иво Бретонскому посвящена церковь Сант-Иво алла Сапиенца в Риме — ярчайший шедевр итальянского барокко XVII века.